# 布拉霍维申卡 (瓦西里夫卡区)
布拉霍维申卡（烏克蘭語：Благовіщенка），或译为布拉戈维申卡，是烏克蘭東南部扎波羅熱州瓦西里夫卡區布拉霍维申卡市镇内的村落及其行政中心。始建於1787年，面積4.61平方公里，2001年人口2,941，人口密度每平方公里638人。